# Франсіско Монтеро (футболіст, 1999)
Франсіско Хав'єр Монтеро Рубіо (ісп. Francisco Javier Montero Rubio, нар. 14 січня 1999, Севілья) — іспанський футболіст, захисник турецького «Бешикташа». На умовах оренди грає за португальську «Ароку».
Грав за молодіжну збірну Іспанії.

## Клубна кар'єра
Народився 14 січня 1999 року в місті Севілья. Вихованець юнацьких команд футбольних клубів «Нервіон» та «Атлетіко».
У дорослому футболі дебютував 2018 року виступами за «Атлетіко Мадрид Б», в якій провів один сезон, взявши участь у 17 матчах третього іспанського дивізіону. Паралельно провів 9 матчів і за головну команду «Атлетіко».
У вересні 2019 року перейшов до друголігового «Депортіво», у складі якого провів наступний рік своєї кар'єри гравця.
До складу турецького «Бешикташа» приєднався 2020 року.

## Виступи за збірну
Восени 2019 року провів свою єдину гру за молодіжну збірну Іспанії.

## Статистика виступів

### Статистика клубних виступів
Станом на 15 травня 2021
| Сезон                | Команда              | Чемпіонат            | Чемпіонат | Чемпіонат | Національний кубок | Національний кубок | Національний кубок | Континентальні кубки | Континентальні кубки | Континентальні кубки | Інші змагання | Інші змагання | Інші змагання | Усього | Усього |
| Сезон                | Команда              | Ліга                 | Ігор      | Голів     | Ліга               | Ігор               | Голів              | Ліга                 | Ігор                 | Голів                | Ліга          | Ігор          | Голів         | Ігор   | Голів  |
| -------------------- | -------------------- | -------------------- | --------- | --------- | ------------------ | ------------------ | ------------------ | -------------------- | -------------------- | -------------------- | ------------- | ------------- | ------------- | ------ | ------ |
| 2018–19              | «Атлетіко Мадрид Б»  | СДБ                  | 17+2      | 0         | -                  | -                  | -                  | -                    | -                    | -                    | -             | -             | -             | 19     | 0      |
| 2018–19              | «Атлетіко»           | ПД                   | 9         | 0         | КІ                 | 3                  | 0                  | ЛЧ                   | 2                    | 0                    | СУ            | 0             | 0             | 14     | 0      |
| вер. 2019–20         | «Депортіво»          | СД                   | 30        | 0         | КІ                 | 1                  | 0                  | -                    | -                    | -                    | -             | -             | -             | 31     | 0      |
| 2020–21              | «Бешикташ»           | СЛ                   | 13        | 0         | КТ                 | 3                  | 0                  | ЛЄ                   | 1                    | 0                    | -             | -             | -             | 17     | 0      |
| 2020–21              | «Бешикташ»           | СЛ                   | 0         | 0         | КТ                 | 0                  | 0                  | ЛЧ                   | 0                    | 0                    | СК            | 0             | 0             | 0      | 0      |
| Усього за «Бешикташ» | Усього за «Бешикташ» | Усього за «Бешикташ» | 13        | 0         |                    | 3                  | 0                  |                      | 1                    | 0                    |               | 0             | 0             | 17     | 0      |
| Усього за кар'єру    | Усього за кар'єру    | Усього за кар'єру    | 71        | 0         |                    | 7                  | 0                  |                      | 3                    | 0                    |               | 0             | 0             | 81     | 0      |